# Convolvulus boissieri
Espèce
Convolvulus boissieri (syn. C. nitidus) est une espèce de plantes dicotylédones de la famille des Convolvulaceae. Ce sont des plantes herbacées ou sous-arbrisseaux à tiges rampantes légèrement ligneuses à la base, formant des plaques d'une trentaine de centimètres de diamètre. L'espèce est originaire des montagnes du sud de l'Espagne, et des Balkans jusqu'à la Turquie pour la sous-espèce Convolvulus boissieri subsp. compactus. On la rencontre sur les rochers et éboulis calcaires.

## Taxinomie

### Synonyme
Selon BioLib (19 avril 2019) :
- Convolvulus nitidus Boiss.

### Liste des sous-espèces
Selon World Checklist of Selected Plant Families (WCSP) (19 avril 2019) :
- Convolvulus boissieri subsp. boissieri
- Convolvulus boissieri subsp. compactus (Boiss.) Stace (1971)